# Египетский конституционный референдум (2012)

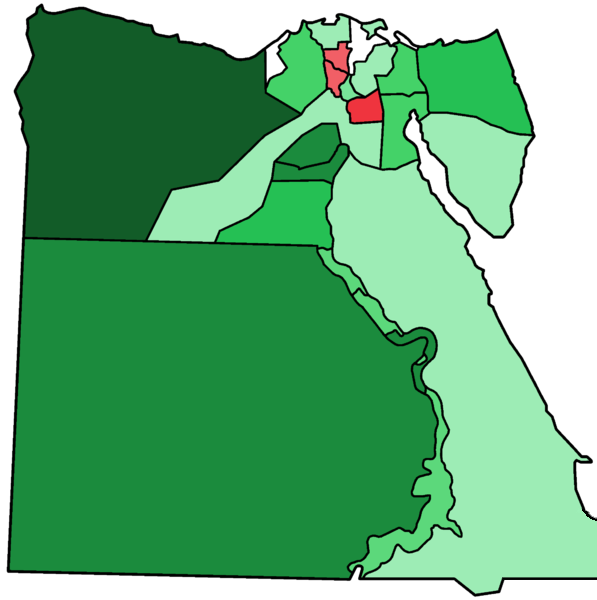
Результаты референдума по округам:
За
Против

Конституционный референдум в Египте проходил в два этапа 15 и 22 декабря 2012 года. Граждане Египта, проживающие за рубежом голосовали с 8 по 12 декабря. 15 декабря голосовали избиратели 10 провинций, включая крупнейшие города Каир и Александрия, 22 декабря референдум проходил в остальных 17 провинциях.
На референдум был вынесен вопрос: одобряют ли избиратели проект новой Конституции, подготовленный Конституционной ассамблеей Египта. Верховный комитет по организации конституционного референдума был сформирован 3 декабря 2012 года. Однако, Генеральный секретарь Комитета ушёл в отставку в результате столкновений между сторонниками и противниками президента Египта Мухаммеда Мурси. Кандидат президентских выборов 2011 года Мохаммед Салим аль-Ава заявил, что новая Конституционная ассамблея должна быть сформирована в течение трёх месяцев в случае, если предложенный проект будет отвергнут. Новая Ассамблея должна будет предложить новый проект Конституции в течение 6 месяцев.
23 декабря было объявлено, что Конституция одобрена 64% голосов при явке 31,7%.

## Подготовка проекта
Первая Конституционная ассамблея, выбранная парламентом в марте 2012 года, была распущена в апреле после решения суда о её неконституционности. Ассамблея была переизбрана парламентом во время летней сессии 2012 года. Она подготовила проект Конституции из 234 статей. 29 ноября каждая из этих статей была индивидуально одобрена на 19-часовом заседании ассамблеи.

## Реакция
Египетская оппозиция осудила президента Египта в узурпации власти. Конституционный суд Египта бойкотировал референдум.
Фронт национального спасения заявил, что не будет оспаривать результаты референдума, но потребовал рассмотрения многочисленных случаев фальсификаций и нарушений.

## Кампания

### Противники проекта
Активисты по правам женщин выступили против представленного проекта из-за отсутствия выраженного подтверждения прав женщин, что, по их мнению, открывает возможность на их ущемление в будущем. Избирательный альянс Коалиция народных представителей проводил кампанию «Отвергни свою Конституцию».
Салафистское джихадистское движение бойкотировало референдум, т. к. Конституция не основана на законах шариата, заявляя, что христиане и иудеи должны подчиняться законам шариата. Они также пытались убедить не участвовать в референдуме и другие исламистские партии, включая Братьев-мусульман. Бахаа Анвар заявил от имени шиитов Египта, что они не будут принимать участие в референдуме. Сходную позицию занял суфистский шейх Абул Азайем, т. к., по его мнению, Конституция отдаёт предпочтение Братьям-мисульманам.
Фронт национального спасения призвал голосовать «Нет» на референдуме. Он потребовал проведения свободных и честных выборов, проведения голосования в один день, наблюдения за выборами, обеспечения безопасности избирательных участков и немедленного оглашения результатов на месте. Журналисты Египта были обеспокоены тем, что Конституция ограничит свободу слова. О кампании против Конституции объявили партии Сильный Египет, центристская Египетская современная партия, отколовшаяся от Братьев-мусульман, и Египетское народное течение.
Против проекта Конституции выступили Египетская социал-демократическая партия, Конституционная партия, Партия свободных египтян, движение последователей салафистского мыслителя Хазема Салаха Абу Исмаила.

### Сторонники проекта
О поддержке предлагаемого проекта Конституции заявили исламистская партия Аль-Нур, исламистская Партия строительства и развития, члены которых считают, что Конституция обеспечит стабильность. Конституцию поддержали профсоюзы, в которых сильны позиции ассоциации Братья-мусульмане. Джихадистская Партия безопасности и развития обвинила бастующих судей в подрыве стабильности. Президентская исламистская Партия свободы и справедливости проводила кампанию в поддержку проекта Конституции.

## Результаты
| Да или нет                  | Голосов    | Процент    |
| --------------------------- | ---------- | ---------- |
| Да                          | 10 693 911 | 63,8 %     |
| Нет                         | 6 061 101  | 36,2 %     |
| Действительных голосов      | 16 755 012 | 98,2 %     |
| Недействительных голосов    | 303 395    | 1,8 %      |
| Всего голосов               | 17 058 317 | 100,00 %   |
| Явка                        | 32,9 %     | 32,9 %     |
| Электорат                   | 51 919 067 | 51 919 067 |
| Источник: Egypt Independent |            |            |